# Anorus arizonicus
Anorus arizonicus är en skalbaggsart som beskrevs av Blaisdell 1934. Anorus arizonicus ingår i släktet Anorus och familjen mossbaggar. Inga underarter finns listade i Catalogue of Life.